# 美利河温泉
美利河温泉（ぴりか おんせん）は、北海道瀬棚郡今金町字美利河にある温泉である。

## 泉質
- ナトリウム・カルシウム - 塩化物泉
- 湯は黄褐色

## 施設
宿泊施設・レストラン・スキー場・パークゴルフ場・テニスコート・温水プール(使用休止)などを併設する「クアプラザピリカ」1軒がある。日帰り入浴可能。
温泉施設は、男女別の内湯・露天風呂・ジャグジー・サウナがある。加温濾過循環式。

## 交通
道央自動車道国縫ICから約12km。
函館本線長万部駅から函館バス上三本杉行き乗車、クアプラザピリカ下車。下車の場合は運転手に告げる。乗車の場合は事前にクアプラザピリカへ告げる。利用者がいない場合バスはクアプラザピリカへ乗り入れない。